# Phalloniscus chiltoni
Phalloniscus chiltoni là một loài chân đều trong họ Dubioniscidae. Loài này được Bowley miêu tả khoa học năm 1935.